# IV Brygada Jazdy
IV Brygada Jazdy (IV BJ) – wielka jednostka kawalerii Wojska Polskiego II RP.
IV Brygada Jazdy została sformowana w Okręgu Korpusu Nr III w maju 1921 roku z wojennej 7 Brygady Jazdy. Dowództwo stacjonowało w Grodnie, a od grudnia 1921 roku w Suwałkach.

## Organizacyjna pokojowa
W 1923:
- dowództwo IV Brygady Jazdy
- 3 pułk Szwoleżerów Mazowieckich – od grudnia 1920 roku do marca 1921 roku w Kupiczowie na Wołyniu, od marca 1921 roku do sierpnia 1921 roku w Płocku, następnie do maja 1922 roku w Wołkowysku i później w Suwałkach, a szwadron zapasowy w Grodnie[1]
- 1 pułk Ułanów Krechowieckich – od października 1920 roku do marca 1921 roku w rej. Łucka, marzec-maj 1921 roku w Hrubieszowie i następnie w Augustowie[1]
- 2 pułk Ułanów Grochowskich – od końca 1920 roku do maja 1921 roku we Włodzimierzu Wołyńskim i następnie w Suwałkach i od maja 1921 roku w Białymstoku[1]
- 4 dywizjon artylerii konnej w Suwałkach

## Dowódcy brygady
- płk Eugeniusz Ślaski (V 1921 – 15 V 1923 → szef Departamentu Jazdy MSWojsk.)
- płk Michał Ostrowski (15 V 1923[3] – 1 VI 1924 → dowódca VIII BK[4])